# Callitricola
Callitricola is een geslacht van wantsen uit de familie van de Miridae (Blindwantsen). Het geslacht werd voor het eerst wetenschappelijk beschreven door Symonds & Cassis in 2018.

## Soorten
Het genus bevat de volgende soorten:

- Callitricola ballina Symonds & Cassis, 2018
- Callitricola boorabbin Symonds & Cassis, 2018
- Callitricola cordylina Symonds & Cassis, 2018
- Callitricola finke Symonds & Cassis, 2018
- Callitricola finlayae Symonds & Cassis, 2018
- Callitricola gammonensis Symonds & Cassis, 2018
- Callitricola graciliphila Symonds & Cassis, 2018
- Callitricola parawirra Symonds & Cassis, 2018
- Callitricola pullabooka Symonds & Cassis, 2018
- Callitricola silveirae Symonds & Cassis, 2018
- Callitricola tatarnici Symonds & Cassis, 2018
- Callitricola wiradjuri Symonds & Cassis, 2018
- Callitricola wollemi Symonds & Cassis, 2018